# Albert Kirchner
Pour les articles homonymes, voir Kirchner et Lear.
Ne pas confondre avec Albert Emil Kirchner  (1813-1885), un peintre allemand.
Albert Kirchner, connu aussi sous le pseudonyme de Léar, né le 8 septembre 1860 à Hambourg et mort le 11 mai 1902 dans le 14e arrondissement de Paris, est un photographe, cinéaste et inventeur français. 
Personnage mystérieux, il est connu autant pour son répertoire grivois (il est l'auteur du plus ancien film érotique connu) que pour son engagement dans la propagande religieuse (il est l'auteur du premier film sur la Passion du Christ).

## Biographie
Albert Jean Fritz Kirchner est originaire de Hambourg, en Allemagne. En 1883, il commence son activité de photographe à Paris, en fondant la société en nom collectif « Kirchner dit Léar et Cie », au capital de 17 000 francs, au no 50 de la rue Saint-Lazare.  

### Le pornographe
En 1892, il est inculpé d'outrages aux bonnes mœurs: « à l'aide d'un nombreux personnel, il racolait des filles mineures qu'il plaçait, dans des poses non équivoques, devant son objectif. Puis il faisait vendre par des courtiers très sûrs ces articles de Paris, qui étaient très demandés ». Il est condamné à 15 mois de prison, 500 francs d'amende, et 5 ans d'interdiction de territoire. 
En 1894, il est domicilié au no 35 de la rue Grange-aux-Belles. En 1896, il est engagé comme opérateur chez Eugène Pirou,, un photographe renommé, auteur d’albums de Visions d’art contenant des clichés de jolies Parisiennes plus ou moins déshabillées. 
Enthousiasmé par l'invention du procédé Lumière en 1895, Albert Kirchner adapte en 1896 une pièce de théâtre très en vogue à l'Olympia, Le Coucher de la mariée, et en tire le plus ancien film érotique qui nous soit parvenu,, avec l’actrice Louise Willy. Ce film est exploité par Pirou au Café de la paix, avec un appareil Joly-Normandin, et connaît un grand succès. 
En 1897, Albert Kirchner dépose, avec Paul Anthelme, un brevet pour un « appareil chronophotographique perfectionné ». L'appareil est lancé sous le nom « Biographe français », et est fabriqué dans les ateliers de M. Héry (un ancien ouvrier d'Henri Joly), en format 35 et 60 mm,. Albert Kirchner installe l'appareil dans les sous-sols de l’Olympia, au musée Oller, et effectue des projections qui servent d’intermède au spectacle. Le Biographe français fonctionne également au Café Frontin, 6, boulevard Poissonnière.

### Le catholique
Au printemps 1897, Albert Kirchner tourne avec Georges Michel Coissac une Passion du Christ pour la Maison de la Bonne Presse. Tourné à Paris, en douze tableaux vivants, d'une durée de 5 minutes, il est le premier film de l'histoire du cinéma fondé sur la vie du Christ. Malgré ou grâce à la polémique qui accompagne sa sortie (« faut-il représenter le Christ ? »), le film est montré en France et à l'étranger, et il influence profondément les réalisateurs ultérieurs : en février 1898, le révérend Thomas F. Dixon Jr. (par ailleurs romancier et auteur de The Clansman, dont D. W. Griffith tire son film Naissance d'une nation) s'en sert dans ses prêches. Aujourd'hui, le film est toujours porté disparu.
En 1897 encore, Albert Kirchner réalise une douzaine de scènes comiques dans le goût des premiers films Lumière : Bataille d’oreillers, L'Arroseur arrosé, etc.
En septembre 1897 et janvier 1898, il dépose deux nouveaux brevets pour des appareils également baptisés « Biographe français ».
Entre les deux dates, Albert Kirchner accompagne le Père Bailly dans un pèlerinage en Terre sainte, d’où il ramène quelques vues de Palestine et d’Égypte. En 1901, on le trouve encore cité dans une affaire de trafic d'images pornographiques.
Peu de temps après, Albert Kirchner cède tous ses négatifs à la Gaumont et l’ensemble de ses brevets à la Maison de la Bonne Presse. Il meurt en 1902 à l'hôpital psychiatrique Sainte-Anne, où il était interné.

## Filmographie
Sauf indication contraire, les informations mentionnées dans cette section peuvent être confirmées par les bases de données cinématographiques  présentes dans la section « Liens externes ».
- 1896 : Le Coucher de la mariée (7 minutes - 60 mètres)
- 1897 : La Passion du Christ (5 minutes)

## Brevets
- FR 262.913 du 8 janvier 1897 : Appareil chronophotographique perfectionné (en coll. avec Paul Anthelme), reproduit sur cinematographes.free.fr/
- FR 270.671 du 22 septembre 1897 : Biographe perfectionné dit Biographe français.
- FR 274.531 du 31 janvier 1898 : Appareil chronophotographique dit Biographe français Léar